# Капријате Сан Ђервазио
Капријате Сан Ђервазио (итал. Capriate San Gervasio) је насеље у Италији у округу Бергамо, региону Ломбардија.
Према процени из 2011. у насељу је живело 14966 становника. Насеље се налази на надморској висини од 188 м.

## Становништво
| 1936. | 1951. | 1961. | 1971. | 1981. | 1991. | 2001. | 2011. |
| ----- | ----- | ----- | ----- | ----- | ----- | ----- | ----- |
| 4.843 | 5.411 | 5.737 | 6.489 | 6.555 | 6.729 | 7.252 | 7.777 |